# Apteronotus mariae
Apteronotus mariae és una espècie de peix pertanyent a la família dels apteronòtids.

## Descripció
- Pot arribar a fer 20,4 cm de llargària màxima.
- 162-180 radis tous a l'aleta anal.[6][7]

## Hàbitat
És un peix d'aigua dolça, bentopelàgic i de clima tropical.

## Distribució geogràfica
Es troba a Sud-amèrica: conca del riu Magdalena a Colòmbia.

## Observacions
És inofensiu per als humans.